# صموئيل برات
صموئيل برات (بالإنجليزية: Samuel Pratt)‏ هو فلاح وسياسي أمريكي، ولد في 6 أكتوبر 1817. حزبياً، نشط في الحزب الجمهوري. وقد انتخب عضو جمعية ولاية ويسكونسن وانتخب عضو مجلس ولاية ويسكونسن.